# Жозеф Косма

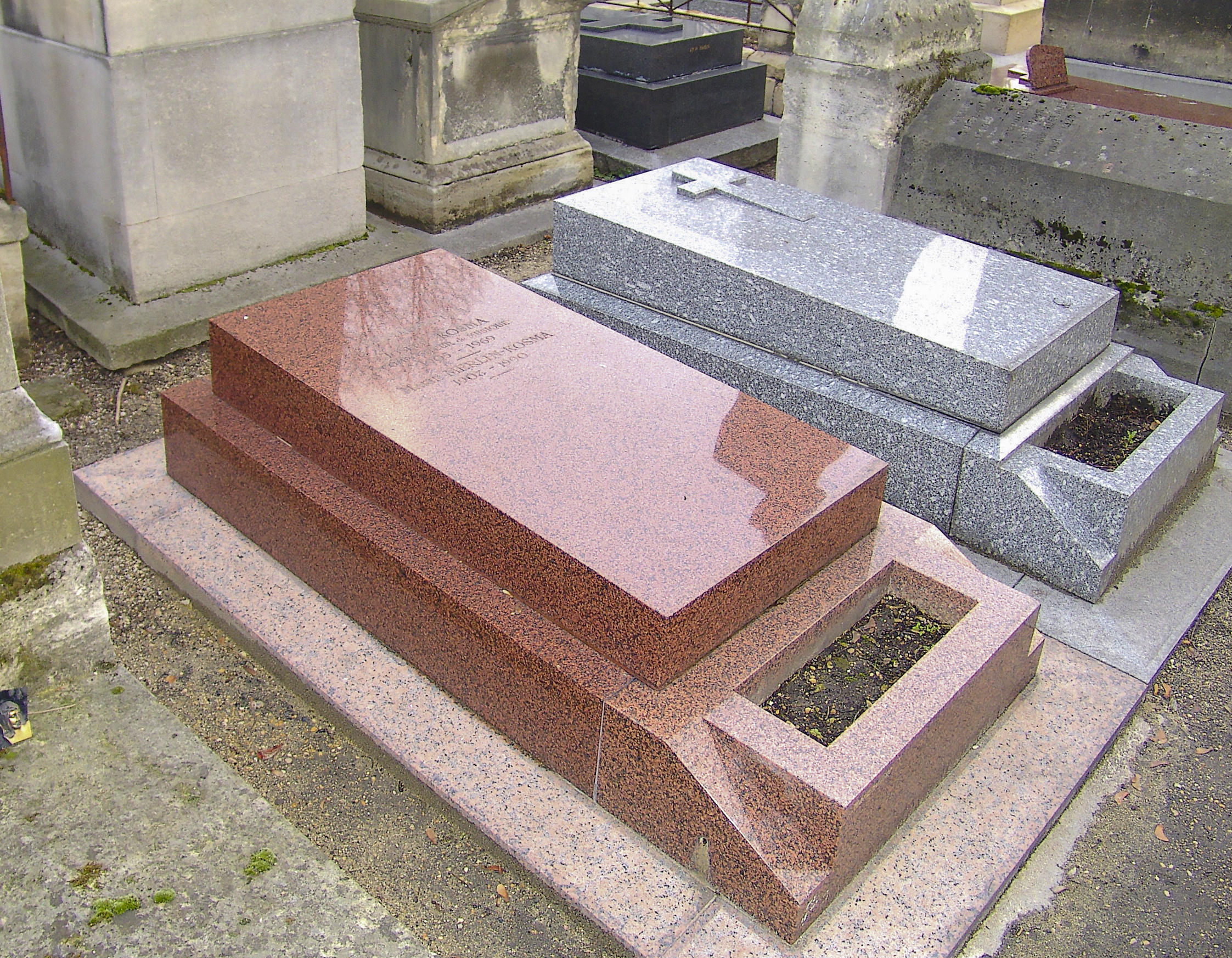
Могила Ж. Косма на цвинтарі Монмартр в Парижі

Жозеф Косма (фр. Joseph Kosma; нар. 22 жовтня 1905, Будапешт, Угорщина — 7 серпня 1969, Ла-Рош-Гвіон, Валь-д'Уаз, Франція) — французький композитор угорського походження, єврей за національністю.

## Біографія та творчість
Жозеф Косма народився 22 жовтня 1905 року в Будапешті, Угорщина, в єврейській сім'ї. У 1928 році закінчив Будапештську музичну академію. Творчу діяльність розпочав у 1927 році. Написав музику до першого звукового угорського фільму «Цей вірний засіб». З 1933 року жив та працював у Франції.
З 1935 року Жозеф Косма постійно співпрацював з режисером Жаном Ренуаром, написавши музику до його фільмів «Велика ілюзія» (1937), «Марсельєза» (1938), «Людина-звір», «Правила гри» (обидва 1939) та ін. В роки німецької окупації Франції Косма брав участь в Рухові опору.
Повоєнні роботи Жозефа Косма пов'язані з режисером Марселем Карне — «Діти райка» (1944), «Брама ночі» (1946), «Марі з порту» (1949) та ін. Поряд з розгорнутими симфонічними епізодами композитор включає у фільми джазові пісні французьких шансоньє («Адреса невідома», 1950, реж. Жан-Поль Ле Шануа). Жозефу Косма належить також музика до низки документальних фільмів («По Лотарингії», 1950, «Луї Люм'єр», 1954) та анімаційних фільмів («Маленький солдат», 1947, «Франсуа-носоріг», 1953) та ін. У 1950-60 роках співпрацював з такими режисерами, як Жиль Гранж'є, Жаклін Одрі, Луїс Бунюель, Хуан Антоніо Бардем, Жан Ренуар, Аньєс Варда, Анрі Декуен, Жан-П'єр Мокі та ін., написавши за весь період своєї роботи в кіно музику до майже 140 кінофільмів.
У 1951 році Жозеф Косма отримав приз на 4-му Каннському міжнародному кінофестивалі за найкращу музику до фільму «Жульєтта, або Ключ до сновидінь» режисера Марселя Карне.
Окрім кіномузики Жозеф Косма працював також у жанрі вокальної музики. Його пісні, особливо на вірші Жака Превера, витримані в народному дусі. Популярністю у Франції користуються такі пісні Косма, як «Мертве листя» (фр. Les Feuilles mortes), «Діти з Обервільє», «Барбара» та ін. До його найкращих творів відносяться також «Ода світу» для солістів, хору та оркестру (1953) і музична вистава «На штурм небес», присвячена Паризькій комуні.
Жозеф Косма помер 7 серпня 1969 року в Ла-Рош-Гвіон, департамент Валь-д'Уаз у Франції, у віці 63 років. Похований на паризькому цвинтарі Монмартр.

## Фільмографія
- 1935 : Злочин пана Ланжа / Le crime de monsieur Lange
- 1936 : Женні / Jenny
- 1936 : Заміська прогулянка / Partie de campagne к/м
- 1937 : Велика ілюзія / La grande illusion
- 1937 : Марсельєза / La Marseillaise
- 1938 : Час вишень / Le temps des cerises
- 1938 : Гуалеза / La goualeuse
- 1938 : Людина-звір / La bête humaine
- 1939 : Правила гри / La règle du jeu
- 1942 : Вечірні відвідувачі / Les visiteurs du soir
- 1943 : Жінка вночі / Une femme dans la nuit
- 1943 : Сонце завжди праве / Le soleil a toujours raison
- 1943 : Прощавай, Леонард / Adieu Léonard
- 1945 : Пан Людовик / Messieurs Ludovic
- 1946 : Петрюс / Pétrus
- 1946 : Брама ночі / Les portes de la nuit
- 1947 : Шуани / Les chouans
- 1947 : Несподівана подорож / Voyage surprise
- 1947 : Ноїв ковчег / L'arche de Noé
- 1947 : Кохання навколо будинку / L'amour autour de la maison
- 1947 : Вірсавія / Bethsabée
- 1947 : У розквіті літ / La fleur de l'âge
- 1947 : Маленький солдат / Le petit soldat к/м
- 1948 : 11-годинна дама / La dame d'onze heures
- 1948 : Люди вороги / Gli uomini sono nemici
- 1948 : Від людини до людей / D'homme à hommes
- 1948 : Бої / Bagarres
- 1948 : Коханці з Верони / Les amants de Vérone
- 1949 : Школа нероб / L'école buissonnière
- 1949 : Рай для пілотів, зниклих безвісти / Le paradis des pilotes perdus
- 1949 : Ферма семи гріхів / La ferme des sept péchés
- 1949 : Моряк Ганс / Hans le marin
- 1949 : На балконі / Au grand balcon
- 1949 : А ось і красуня / La belle que voilà
- 1949 : Божий суд / Le Jugement de Dieu
- 1949 : Кров тварин / Le sang des bêtes к/м
- 1950 : Велика зустріч / Le grand rendez-vous
- 1950 : Марі з порту / La Marie du port
- 1950 : Три телеграми / Trois télégrammes
- 1950 : Втрачені спогади / Souvenirs perdus
- 1950 : Невідомий Монреаль / L'inconnue de Montréal
- 1950 : Блек Джек / Black Jack
- 1950 : По Лотарингії / En passant par la Lorraine к/м
- 1951 : Адреса невідома / …Sans laisser d'adresse
- 1951 : Жульєтта, або Ключ до сновидінь / Juliette ou La clef des songes
- 1951 : Тінь і світло / Ombre et lumière
- 1951 : Вибачте за мою французьку / Pardon My French
- 1951 : Мис Надії / Le cap de l'espérance
- 1951 : Париж завжди Париж / Parigi è sempre Parigi
- 1951 : Перфекціоніст / Un grand patron
- 1951 : Молоді чемпіони / Champions Juniors к/м
- 1952 : Зелена рукавичка / The Green Glove
- 1952 : Вовки полюють вночі / Les loups chassent la nuit
- 1952 : Шлюбне агентство / Agence matrimoniale
- 1952 : У житті усе влаштовується / Dans la vie tout s'arrange
- 1952 : Червона завіса / Le rideau rouge
- 1952 : Забавні пригоди містера Вандерберда / La bergère et le ramoneur
- 1952 : Торктикола проти Франкенсберга / Torticola contre Frankensberg к/м
- 1952 : Суд Божий / Le Jugement de Dieu
- 1953 : Операція Магалі / Opération Magali
- 1953 : Невинні в Парижі / Innocents in Paris
- 1953 : Марнуючи життя / Les enfants de l'amour
- 1953 : Діва Рейну / La vierge du Rhin
- 1953 : Сигнал на південь / Alerte au sud
- 1953 : Комуна / La commune к/м
- 1953 : Шагал / Chagall к/м
- 1954 : Дикі фрукти / Les fruits sauvages
- 1954 : Наші часи / Tempi nostri — Zibaldone n. 2
- 1954 : За зачиненими дверима / Huis clos
- 1955 : День фантазій / Fantaisie d'un jour
- 1955 : Лахмітники з Емауса / Les chiffonniers d'Emmaüs
- 1955 : Чарівне селище / Village magique
- 1955 : Бізнес — справа серйозна / Pas de souris dans le business
- 1955 : Порт бажань / Port du désir
- 1955 : Утікачі / Les évadés
- 1955 : Мосьє проблема / M'sieur la Caille
- 1955 : Коханець леді Чаттерлей / L'amant de lady Chatterley
- 1955 : Незначні люди / Des gens sans importance
- 1956 : Мегре веде розслідування / Maigret dirige l'enquête
- 1956 : Губбіа, коханий! / Goubbiah, mon amour
- 1956 : Закон вулиць / La Loi des rues
- 1956 : Це називається зорею / Cela s'appelle l'aurore
- 1956 : Довгий тротуар / Le long des trottoirs
- 1956 : Єлена і чоловіки / Elena et les hommes
- 1956 : Головна вулиця / Calle Mayor
- 1956 : Підозри / Soupçons
- 1956 : Я повернуся в Кандару / Je reviendrai à Kandara
- 1956 : Вовчихи / Les louves
- 1957 : Справа доктора Лорана / Le cas du Dr Laurent
- 1957 : Інспектор любить бій / L'inspecteur aime la bagarre
- 1957 : Залишилося жити три дні / Trois jours à vivre
- 1958 : Таманго / Tamango
- 1958 : Особливий мосьє Жо / Un certain Monsieur Jo
- 1958 : Кішка / La chatte
- 1958 : Дилема доктора / The Doctor's Dilemma
- 1958: Заповіт доктора Кордельє / Le testament du Docteur Cordelier т/ф
- 1959 : Набережна ілюзій / Quai des illusions
- 1959 : Сніданок на траві / Le déjeuner sur l'herbe
- 1959 : Катя / Katia
- 1959: Три мушкетера / Les trois mousquetaires т/ф
- 1960 : Восьмий день / Le huitième jour
- 1960 : Кішка випускає кігтики / La chatte sort ses griffes
- 1960 : Француженка і кохання / La française et l'amour
- 1960 : Крез / Crésus
- 1961 : Камені Парижа / Le pavé de Paris
- 1961 : Таємниця людей в синьому / El secreto de los hombres azules
- 1961 : Чоловіки хочуть жити / Les hommes veulent vivre
- 1962 : Поліоркія / Poliorkia
- 1962 : Пришпилений капрал / Le caporal épinglé
- 1962 : Сноби / Snobs!
- 1962 : Він, Вона або Воно / La poupée
- 1962 : Скраю / À fleur de peau
- 1963 : Дивний прихожанин / Un drôle de paroissien
- 1963 : На французький манер / In the French Style
- 1964 : Шагал / Chagall к/м
- 1967 : Гіркі плоди — Соледад / Fruits amers — Soledad
- 1967 : Кітош — людина, яка прийшла з півдня / Frontera al sur
- 1970 : Вікно / La fenêtre т/ф
- 1970: Маленький театр Жана Ренуара / Le petit théâtre de Jean Renoir т/ф

## Визнання
| Рік                                     | Категорія/Нагорода                | Фільм                           | Результат | Результат |
| --------------------------------------- | --------------------------------- | ------------------------------- | --------- | --------- |
| 4-й Каннський міжнародний кінофестиваль |                                   |                                 |           |           |
| 1951                                    | Приз за найкращу музику до фільму | Жульєтта, або Ключ до сновидінь | Перемога  |           |